# Nancy Lynch
Nancy Ann Lynch (1948) é uma informática estadunidense.
É professora do Instituto de Tecnologia de Massachusetts (MIT). Detém a cadeira NEC de Ciência do Software e Engenharia do Departamento de Engenharia Eletrônica e Ciência da Computação e dirige o grupo de pesquisas sobre Teoria de Sistemas Distribuidos do Laboratório de Ciência da Computação e Inteligência Artificial do MIT.

## Premiações
- 2001: Prêmio Dijkstra
- 2001: Academia Nacional de Engenharia dos Estados Unidos
- 2006: Prêmio Wijngaarden
- 2007: Prêmio Knuth
- 2007: Prêmio Dijkstra
- 2010: Prêmio Emanuel R. Piore IEEE

## Publicações
- Distributed Algorithms. Morgan Kaufmann, 1996
- com Michael Merritt, William Weihl, Alan Fekete: Atomic transactions. Morgan Kaufmann, 1994
- com Dilsun Kaynar, Roberto Segala, Frits Vaandrager: The theory of timed I/O automata. Morgan Kaufmann, 2006
- com Cynthia Dwork, Larry Stockmeyer: Consensus in the presence of partial synchrony, Journal of the ACM, Volume 35, 1988, p. 288–323